# Taruik Mortaun
Der Taruik Mortaun ist ein Berg in Osttimor mit einer Höhe von 500 m. Er liegt im Osten der Aldeia Caco (Sucos Sanirin), an der Grenze zum Suco Balibo Vila. Östlich verläuft die Straße von Balibo nach Subaleco Foho. Von ihr zweigt ein kleiner Weg ab, der nördlich vom Taruik Mortaun über einen 513 m hohen Gipfel in das Dorf Tapo führt, das sich nordwestlich vom Taruik Mortaun befindet.